# Hildoceras sublevisoni
A Hildoceras sublevisoni a fejlábúak (Cephalopoda) osztályának fosszilis Ammonitida rendjébe, ezen belül a Hildoceratidae családjába tartozó faj.

## Tudnivalók
A Hildoceras sublevisoni a kora jura kor toarci nevű utolsó korszakában élt, mindegy 182,7-174,1 millió évvel ezelőtt.
Maradványait a következő országokban és területeken fedezték fel: az Egyesült Királyság, Franciaország, Magyarország, Olaszország, Spanyolország, Tunézia és Ukrajna.
Ennek az ammoniteszfajnak az átlagos házátmérője 61,5 milliméter és szélessége 14,7 milliméter volt.

## Képek

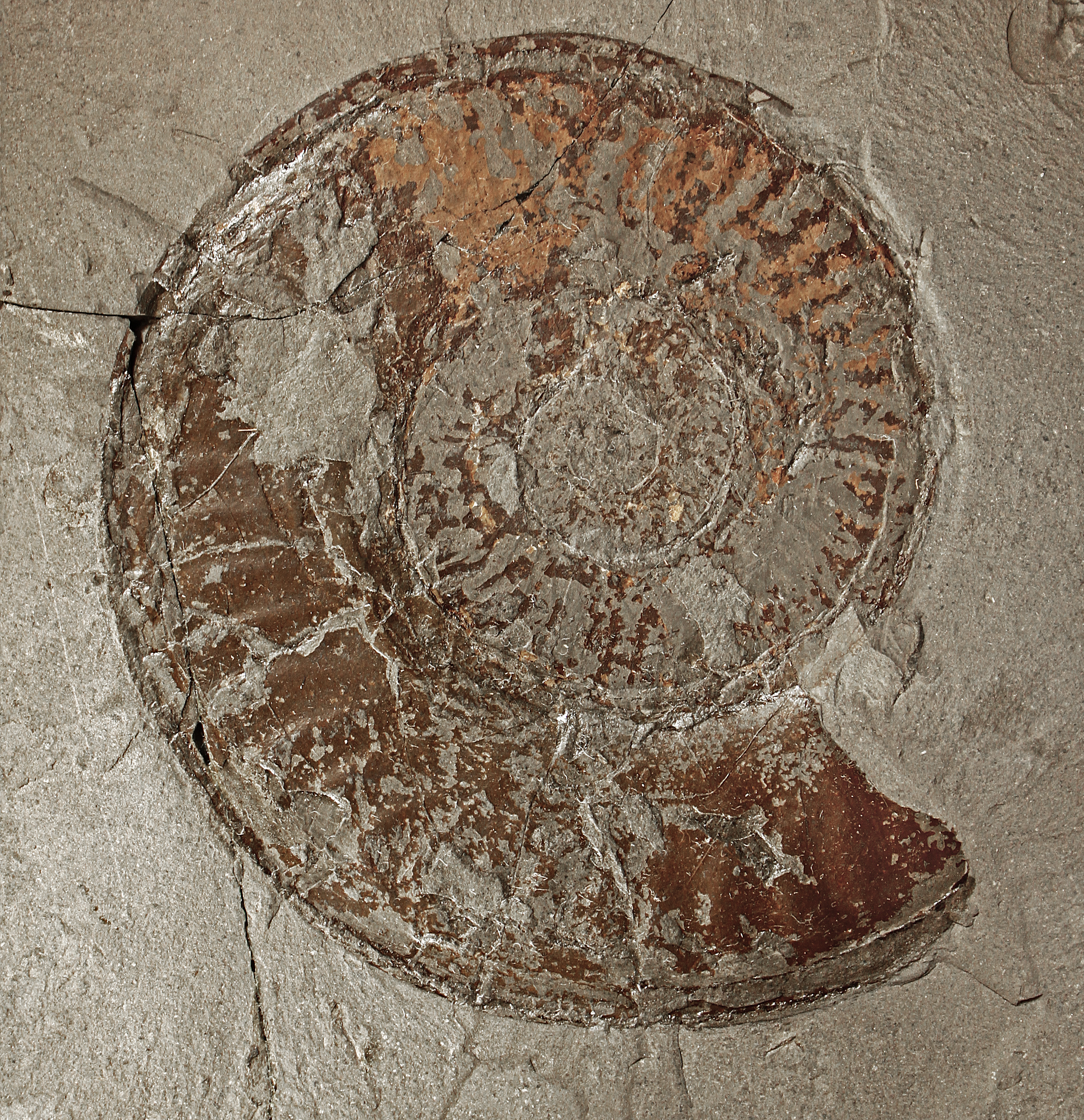
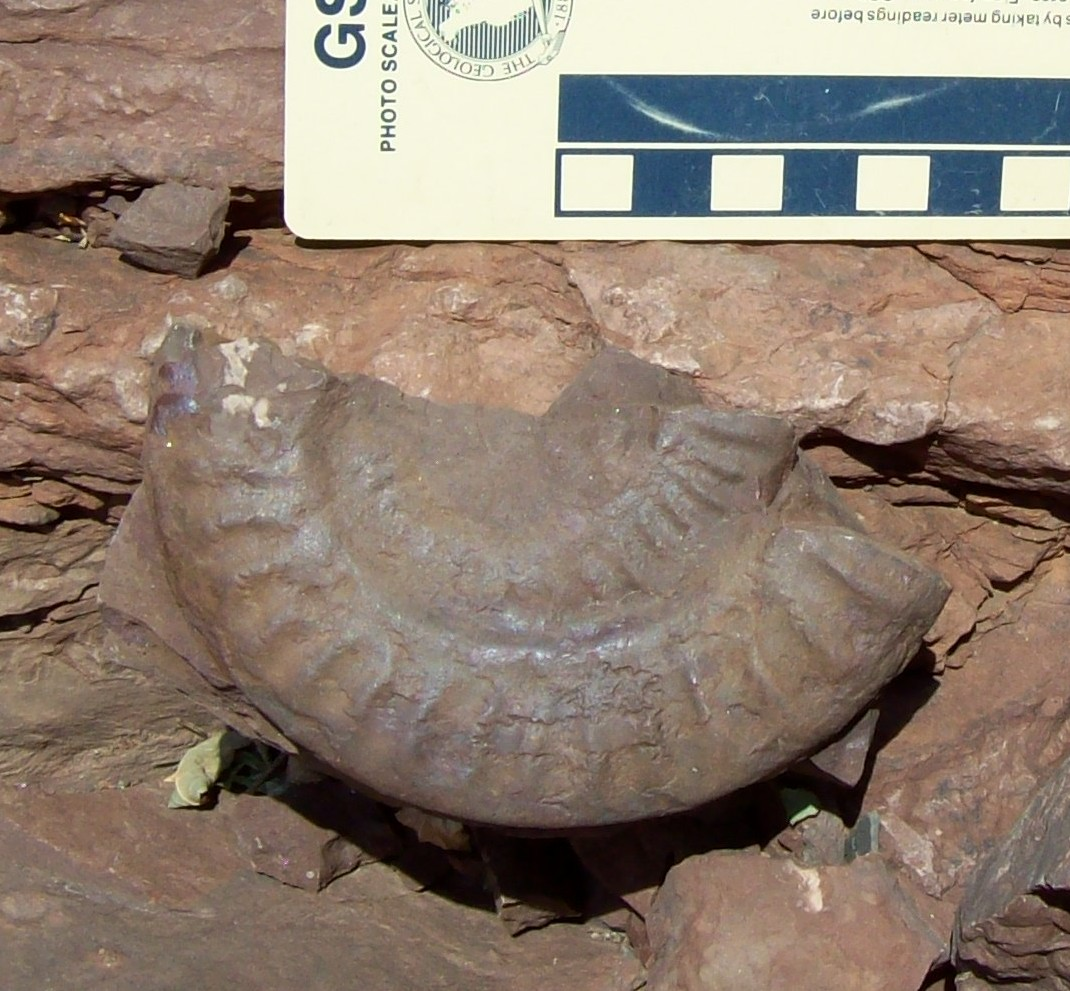